# Monster Truck Madness
Monster Truck Madness est un jeu vidéo de course édité par Microsoft et développé par Terminal Reality. Il est sorti sur PC en 1996. 

## Système de jeu
Monster Truck Madness est un jeu de course dans lequel le joueur prend le contrôle de l'un des douze camions monstres disponibles et doit accomplir des courses à obstacles avant ses adversaires.